# Богатенский уезд
Бога́тенский уе́зд — административно-территориальная единица Курского наместничества Российской империи в 1779—1797 годы. Уездным центром был город Богатый (ныне село Богатое в Ивнянском районе Белгородской области).

## История
В 1779 году было создано Курское наместничество, в составе которого появился и Богатенский уезд. Уезд был образован из земель Карповского уезда упраздненной Белгородской губернии, причем город Карпов был «разжалован» в село, а уездным городом было назначено село Богатое, переименованное в город Богатый.
Богатенский уезд просуществовал менее 20 лет. В 1797 году Курское наместничество было преобразовано в Курскую губернию. Территория Богатенского уезда была разделена между Обоянским и Белгородским уездами.
Город Богатый оставался заштатным городом Обоянского уезда до 1926 года, после чего был лишён статуса города и преобразован в село Богатое.